# Ильичёвское сельское поселение (Николаевский район)
Ильичёвское се́льское поселе́ние — муниципальное образование в составе Николаевского района Волгоградской области.
Административный центр — село Путь Ильича.

## История
Ильичевское сельское поселение образовано 14 февраля 2005 года в соответствии с Законом Волгоградской области № 1005-ОД.

## Население
| 2010  | 2012  | 2013  | 2014  | 2015  | 2016  | 2017  |
| ----- | ----- | ----- | ----- | ----- | ----- | ----- |
| 1621  | ↘1610 | ↘1601 | ↘1576 | ↘1568 | ↗1580 | ↘1569 |
| 2018  | 2019  | 2020  | 2021  |       |       |       |
| ↘1541 | ↘1534 | ↘1520 | ↘1503 |       |       |       |

## Состав сельского поселения
| № | Населённый пункт | Тип населённого пункта       | Население |
| - | ---------------- | ---------------------------- | --------- |
| 1 | Ленинец          | посёлок                      | 56        |
| 2 | Путь Ильича      | село, административный центр | 1565      |